# Coccidioidomicosi
La coccidioidomicosi, nota anche come coccidiomicosi, granuloma coccidioidale o febbre della Valle di San Joaquin, è una micosi sistemica causata dal fungo Coccidioides immitis e da Coccidioides posadasii.

## Epidemiologia
C. immitis è endemico in alcune aree di Venezuela, Colombia, Argentina, nel Messico settentrionale ed in Paraguay oltre che nelle aree desertiche di California, Texas, Arizona e New Mexico. L'incidenza nelle aree endemiche è di 15 casi ogni 100 000 Si trova nel terreno ed è frequente negli escrementi di pipistrello o roditori. La contrazione del fungo avviene per inalazione di artroconidi mischiati a polvere. I maschi sono più colpiti delle femmine (9:1), sono più soggetti alla coccidioidomicosi anche pazienti immunocompromessi o con AIDS, pazienti oncologici, neonati e persone di età superiore ai 65 anni. I filippini sono l'etnia più a rischio di contrarre la patologia, seguiti da afroamericani, nativi americani, ispanici ed asiatici.

## Patogenesi
L'infezione inizia con l'aspirazione degli artroconidi dall'ambiente. Gli artroconidi inalati giungono nei polmoni dove la temperatura corporea li trasforma in cellule sferiche di lievito. Nei polmoni le sferule maturano ingrandendosi fino a un diametro di 20-60 µm e una volta raggiunte le massime dimensioni vanno incontro a frammentazione con rilascio di endospore tramite un fenomeno detto clivaggio progressivo.
Dopo un periodo di incubazione che va da una a tre settimane possono comparire sintomi aspecifici come febbre, stanchezza e perdita di peso, ma anche manifestazioni all'apparato respiratorio con tosse e polmonite, associate a volte a versamento pleurico. Circa il 10% dei pazienti presenta manifestazioni cutanee dovute a reazioni di ipersensibilità sotto forma di eritema nodoso e multiforme, congiuntivite e artrite. Nella maggior parte dei casi la regressione della malattia è spontanea, e garantisce immunità dalla reinfezione.
I pazienti in cui la coccidiomicosi primaria perdura più di 6 settimane vanno incontro alla coccidioidomicosi secondaria, caratterizzata da pneumopatia progressiva e cronica, noduli con cavitazione polmonare e raramente può interessare altri organi come cute, ossa, articolazioni e meningi. In caso di malattia sistemica la mortalità è molto elevata e può raggiungere punte del 90%.

## Diagnosi
La diagnosi avviene per esame microscopico di materiale clinico contenente il fungo e per coltura in terreni appropriati. È diagnostica l'individuazione della forma di lievito costituita dalle sferule contenenti endospore, ciò permette di evitare la coltivazione del fungo data la sua natura particolarmente infettiva. I preparati possono essere colorati con ematossilina-eosina, PAS o Giemsa.
Per la diagnosi possono essere utilizzati anche test sierologici per la ricerca di IgM e IgG e metodologie molecolari come la PCR (la quale tuttavia ha efficacia diagnostica comparabile alla coltura su piastra).

## Terapia
La coccidioidomicosi primaria in individui sani e immunocompetenti è di norma una patologia auto-limitante che non richiede l'utilizzo di farmaci specifici. I pazienti immunocompromessi, oncologici, anziani, con HIV o in gravidanza devono seguire una terapia a base di amfotericina B per poi passare ad un trattamento a base di azoli, principalmente itraconazolo e in caso di intolleranza con fluconazolo. Gli azoli sono utilizzati anche in caso di malattia disseminata che non coinvolga le meningi. In caso di diffusione alle meningi è preferibile il fluconazolo per la maggiore capacità di penetrare la barriera emato-encefalica.